# Henri Guénin
Henri Guenin, né le 31 mars 1884 à Bussy-le-Grand et mort le 6 avril 1968 à Semur-en-Auxois, est un homme politique français.

## Détail des fonctions et des mandats
Mandat parlementaire
- 8 décembre 1946 - 7 novembre 1948 : Sénateur de la Côte-d'Or